# Hudtwalckerstraße
Die Hudtwalckerstraße ist eine Hauptverkehrsstraße im Hamburger Stadtteil Winterhude. Sie verläuft von der Stadtteilgrenze nach Eppendorf an der Alster nach Nordosten bis zum Winterhuder Marktplatz. Sie ist Teil der Bundesstraße 5. Sie trägt den Straßenschlüssel H657.
Die Straße ist dadurch geprägt, dass es eine Mischung von Altbauten aus der Wende zum 20. Jahrhundert neben 1920er-Jahre-Bauten und wenigen Neubauten der Nachkriegszeit gibt. Die gesamte Strecke ist vierspurig ausgebaut.

## Name, Verlauf und Geschichte

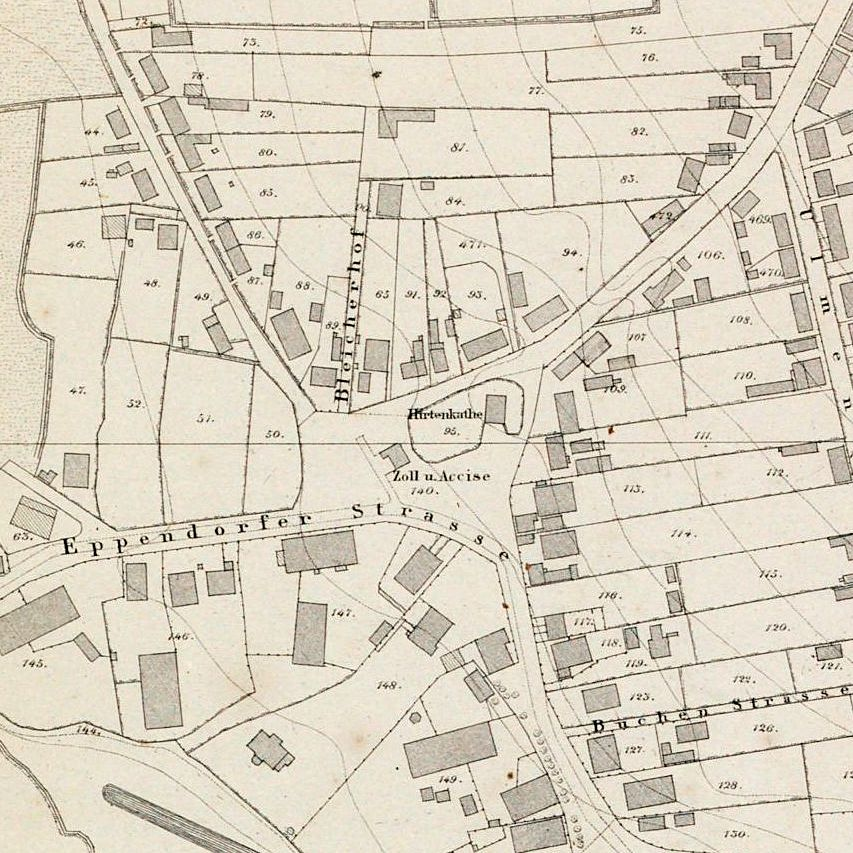
Winterhude 1867: Die Hudtwalcker–straße hieß noch Eppendorfer Straße.

Die Hudtwalckerstraße trug ursprünglich den Namen Eppendorfer Straße nach ihrer Funktion als Verbindung vom alten Winterhuder Ortskern am Marktplatz nach Westen bis zur Grenze des ehemaligen Dorfes Eppendorf an der Winterhuder Brücke über die Alster. 1899 erhielt sie zu Ehren des früheren Senators Martin Hieronymus Hudtwalcker ihren heutigen Namen. Die Nummerierung verläuft von Westen nach Osten, also von der Alster ins Ortszentrum. Die Straße ist auf ganzer Länge Teil der Bundesstraße 5.

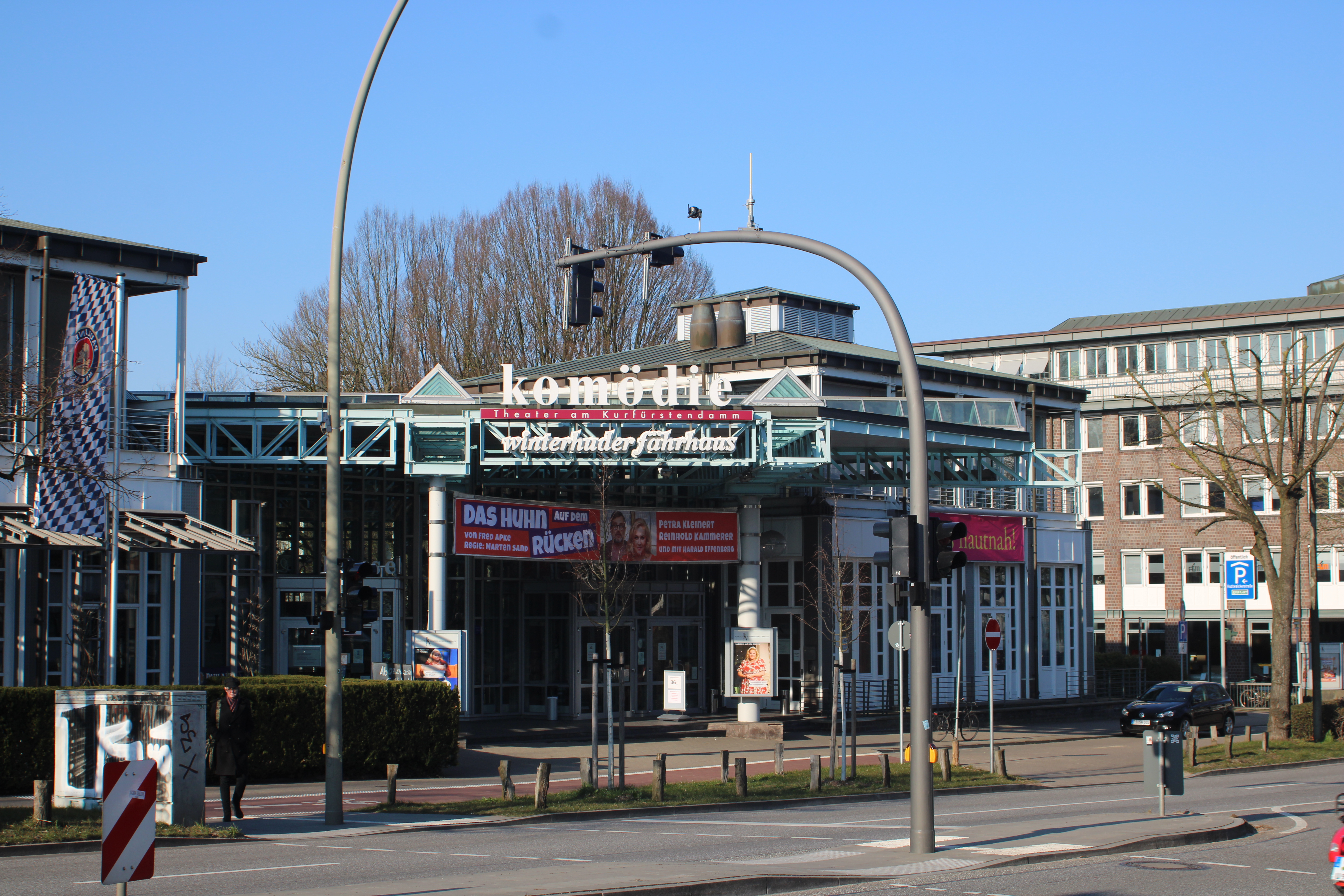
Komödie Winterhuder Fährhaus

Direkt hinter dem Winterhuder Kai, der parallel zur Alster verläuft, befindet sich auf der linken Seite der Straße das traditionsreiche Winterhuder Fährhaus. Das heutige Boulevardtheater – 1988 eröffnet – ist der dritte Bau an dieser Stelle. Zunächst 1854 als Wohnhaus mit Kohlenschuppen errichtet, wurde schon bald eine Schankwirtschaft eingerichtet. Der um 1890 errichtete Jugendstilbau war als Schankwirtschaft, Ausflugs- und Tanzlokal, als Kulturhaus für Versammlungen, Tagungen und Feste in ganz Hamburg bekannt. So fanden über die Jahrzehnte häufig politische Veranstaltungen dort statt. Auch im Neubau befindet sich ein gastronomischer Betrieb. Auf das langjährige „Allegria“ folgte 2009 das „Cocco“ und später das „Angels Barcelona“. Seit 2015 trägt das Lokal den Namen des Hauses und nennt sich „Winterhuder Fährhaus Restaurant & Café“. Schräg gegenüber befindet sich zwischen zwei Backsteindoppelhäusern das „Ärztehaus Winterhude“ in den Hausnummern 2 bis 8. Dort befand sich früher die Hörgerätefabrik Wendton von Werner Wendt, die über mehrere Übernahmen im italienischen Amplifon-Konzern aufgegangen ist. An der Ecke zur Bebelallee wurde 1927 die erste „Großtankstelle“ der Deutsch-Amerikanischen Petroleum Gesellschaft mit zwei Zapsäulen und Reparaturwerkstatt eröffnet.
Direkt hinter der Kreuzung mit Sierichstraße und Bebelallee kreuzt die U-Bahn-Linie 1 der Hamburger U-Bahn die Hudtwalckerstraße. Die ursprüngliche Brücke stammt von 1914 und wurde 1994 erneuert. Die nördlich der Straße liegende gleichnamige Haltestelle hatte ihren bislang einzigen Ausgang zur Hudtwalckerstraße. Seit 2023 gibt es nördlich einen zweiten – barrierefreien – Ausgang zur Bebelallee. Auf der südlichen Straßenseite befand sich im Eckhaus Nummer 16 direkt an der U-Bahnbrücke von 2009 bis 2022 das Restaurant des bekannten sardischen Gastronomen Paolino Cherchi. 2023 eröffnete dort ein vietnamesisches Restaurant. Auch zuvor befanden sich an der Stelle Gaststätten, wie die „Gießkanne“, das „Steak- und Pancakehouse“, das „Fra Diavolo“ und das „Teatro“.

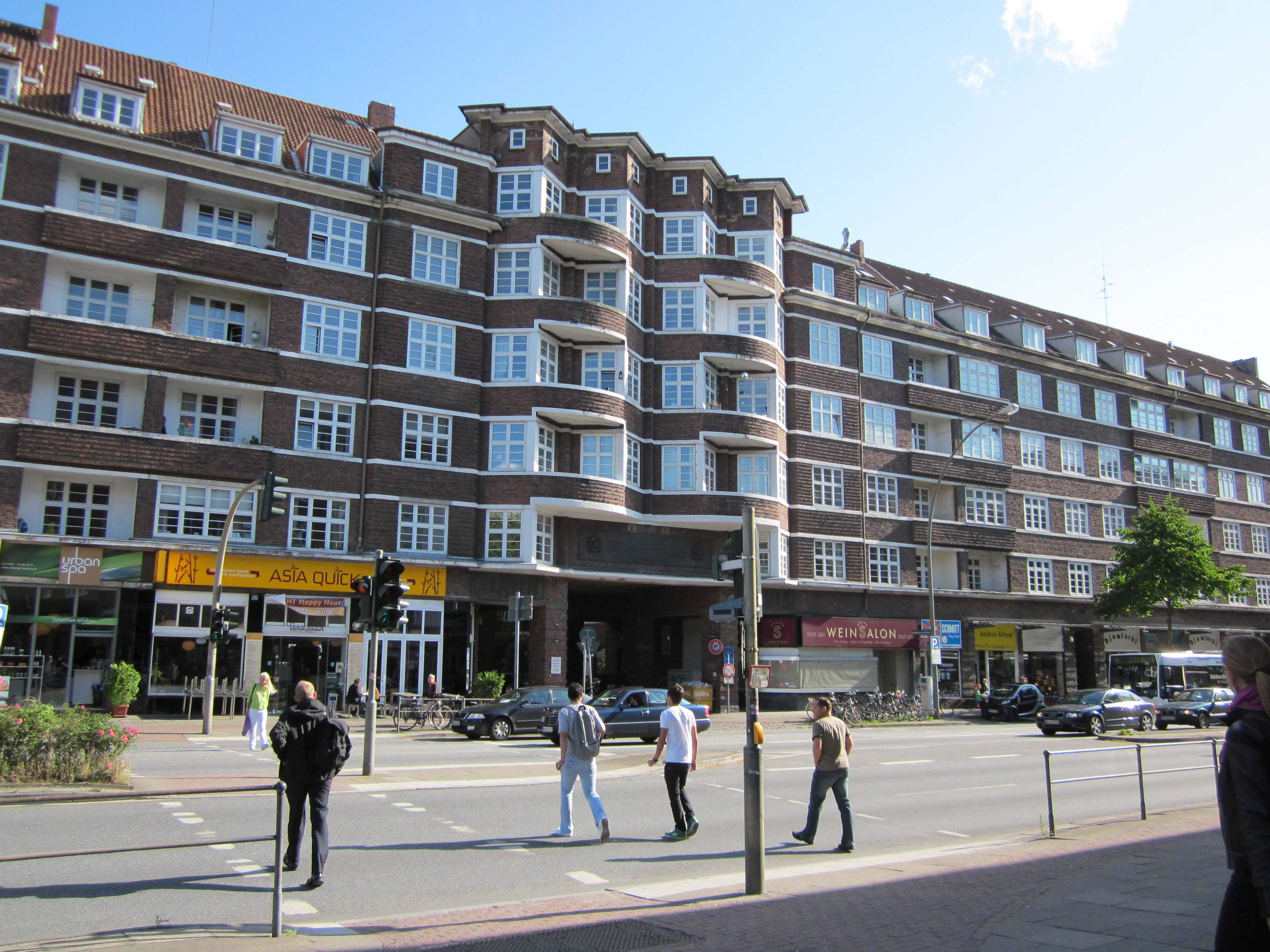
Das Wohn- und Geschäftshaus Hudtwalckerstraße 24–30 steht unter Denkmalschutz.

Anschließend an die U-Bahn-Haltestelle und auf der südlichen Straßenseite befinden sich vorwiegend Bauten aus der Wende zum 20. Jahrhundert und den 1920er Jahren. Ausnahmen sind einige eingeschossige Verkaufspavillions an der Haltestelle und mehrere Gebäude auf der Nordseite, darunter das Eckhaus zur Alsterdorfer Straße (Hausnummer 39), das von der Hamburger Sparkasse 1953 errichtet wurde. Neben der Sparkassenfiliale und Wohnungen befinden sich dort eine Apotheke, eine Bäckerei und ein Kiosk. Auch in den übrigen Gebäuden der Straße östlich der Kreuzung mit Sierichstraße und Bebelallee befinden sich vor allem Läden und gastronomische Betriebe.
Unter Denkmalschutz stehen auf der Südseite die Gebäude mit den Hausnummern Nummer 20 bis 30, während auf der Südseite lediglich der U-Bahnhof unter Schutz gestellt wurde.

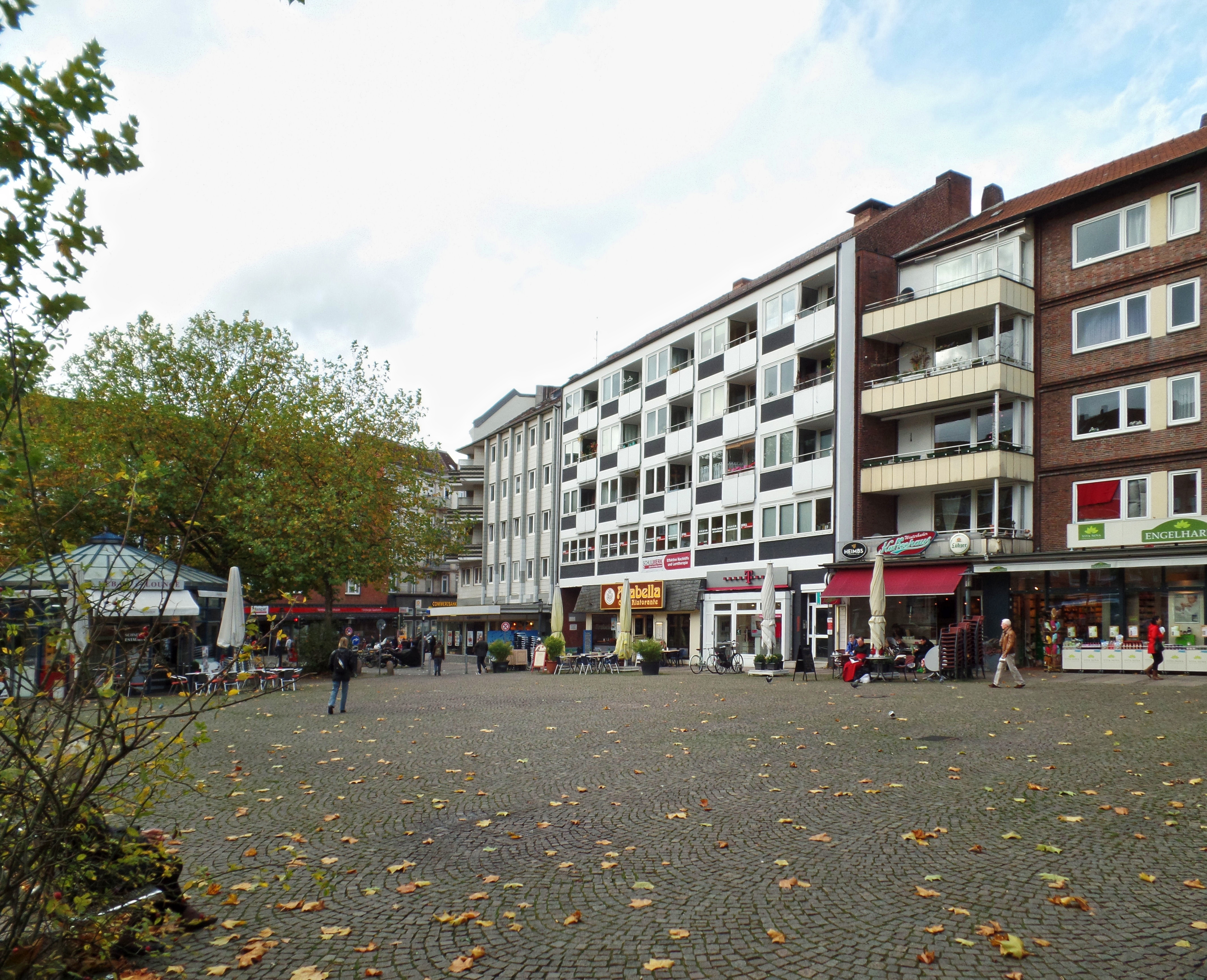
Platzfläche des Winterhuder Marktplatzes.

Östlich der Einmündung der Alsterdorfer Straße liegt beiderseits der Straße der Winterhuder Marktplatz, dessen Straßenfläche die Hudtwalckerstraße von der Barmbeker Straße und der Ohlsdorfer Straße trennt.
Die gesamte Hudtwalckerstraße ist Teil der Veloroute 4, die dort auf Hochbordradwegen geführt wird. Die Verkehrsbelastung betrug bereits 1968 41.000 PKW am Tag. 1978 wurde gemessen, dass sie zu den zehn lautesten Straßen in Hamburg gehört. Auch 2016 wurde festgestellt, dass die Hudtwalckerstraße zu den lautesten Hamburger Straßen gehört. Die Verkehrsbelastung betrug bis zu 42.500 Fahrzeuge pro Tag.

## Öffentlicher Personennahverkehr

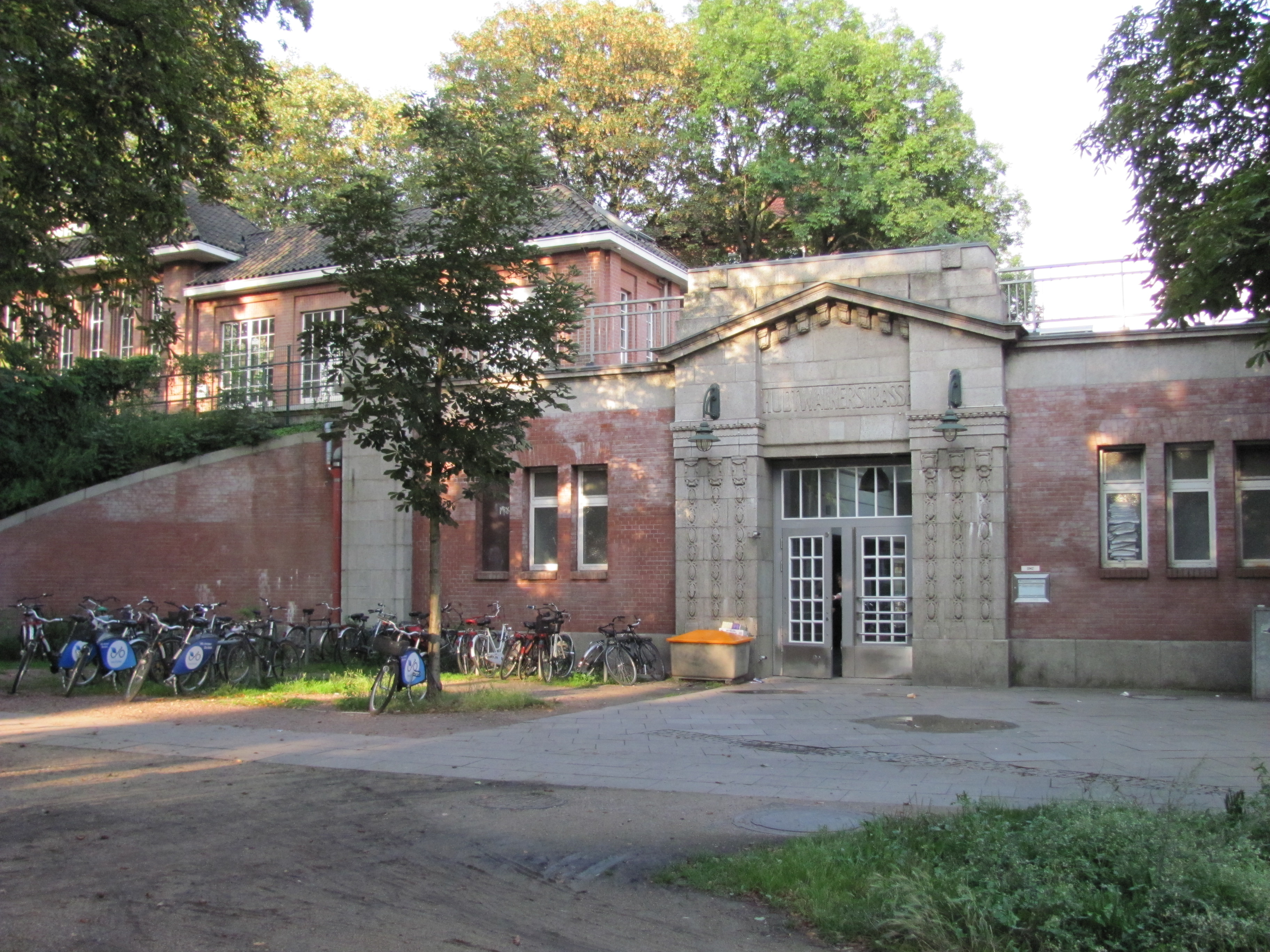
Der U-Bahnhof Hudtwalckerstraße liegt nördlich der Straße.

Direkt an der Hudtwalckerstraße gibt es zwischen Bebelallee und Alsterdorfer Straße seit 1914 die gleichnamige Haltestelle der U-Bahn-Linie 1 der Hamburger U-Bahn.
Die Straßenbahn fuhr stets mit verschiedenen Linien durch die Hudtwalckerstraße. Eigene Haltestellen besaß sie am U-Bahnhof. Zudem bestand eine große Umsteigehaltestelle am Winterhuder Marktplatz, an der sich die aus der Barmbeker Straße kommenden Linien Richtung Hudtwalckerstraße und Alsterdorfer Straße verzweigten. Diese wurde 1956 grundlegend neugestaltet. Die letzt Straßenbahnlinie durch die Hudtwalckerstraße wurde im Mai 1977 eingestellt. In den Planungen des schwarz-grünen Senats (2008 – 2010) für die Wiedereinführung einer (nun Stadtbahn genannten) Straßenbahn war vorgesehen, die erste zu bauende Linie auch durch die Hudtwalckerstraße zu führen. Nach dem Bruch der Koalition Ende 2010 wurden diese Planungen eingestellt und nicht wieder aufgenommen.
1960 wurde eine Schnellbuslinie eingerichtet, die vom ZOB über Steinstraße, Gänsemarkt, Dammtor, Mittelweg, Maria-Louisen-Straße, Sierichstraße zur Hudtwalckerstraße und dann weiter über die Ohlsdorfer Straße, Alsterdorfer Straße, Fuhlsbüttler Straße, Erdkampsweg, Alte Landstraße, Harksheider Straße nach Poppenbüttel führte. Zehn Jahre später folgte mit der Linie 113 eine Stadtbuslinie, die vom Dammtorbahnhof über Eimsbüttel und Eppendorf kam und dann weiter durch die City Nord zum Bahnhof Rübenkamp führte.
Derzeit bedienen die Metrobuslien 20 (Hoheluft über UK Eppendorf und Eppendorfer Marktplatz und dann weiter über City Nord bis S Rübenkamp), 25 (Bf. Altona über Eimsbüttel und U Kellinghusenstraße und dann weiter über Winterhude und U Mundsburg bis U Burgstraße), die XpressBus-Linie X22 (U Hagenbecks Tierpark über Lokstedt und Eppendorfer Marktplatz und dann weiter über Hamburger Straße und U Wandsbek Markt bis Jenfeld) sowie die Nachtbuslinie 600 (Bf. Altona über Eimsbüttel UK Eppendorf und dann weiter über U S Barmbek und Wandsbek Markt bis Horn) die Haltestelle am U-Bahnhof und am Winterhuder Marktplatz. Nur die Haltestelle Winterhuder Marktplatz bedienen die Metrobuslinie 19 sowie die Nachtbuslinie 606, die nicht durch die Hudtwalckerstraße fahren, da sie in die Alsterdorfer Straße abbiegen.
Am Westende der Hudtwalckerstraße befindet sich seit 1859 in der Straße Leinpfad ein Anleger der Alsterschifffahrt, der 1893 erweitert wurde.

## Stolpersteine für Opfer des Nationalsozialismus
In der Hudtwalckerstraße wurden elf Stolpersteine für Opfer des Nationalsozialismus verlegt: Auf der Nordseite liegen vor der Hausnummer 23 zwei Steine für Martha Nathansen und ihren Sohn Fritz, die unabhängig voneinander in die Niederlande emigrierten, dort im Durchgangslager Westerbork interniert und schließlich im KZ Auschwitz-Birkenau ermordet wurden. Vor der Nummer 27 liegen vier Stolperstein für Marie Kahn, die 1943 in das Ghetto Theresienstadt deportiert und dort umgebracht wurde, sowie deren Schwiegertochter Eva Kahn und die Enkelinnen Ruth und Ingrid, die bereits 1941 deportiert wurden und deren Spur sich in Minsk verliert. Vor der Hausnummer 35 befindet sich ein Stolperstein für Gertrud Leiter, die im November 1942 nach Auschwitz deportiert und dort ermordet wurde. Auf der Südseite liegt ein Stolperstein für Frank Siegmund Hildesheim vor der Hausnummer 20. Ihm war bereits die Flucht über Dänemark nach England geglückt. Auf der Überfahrt nach Kanada kam er im Juli 1940 bei der Versenkung der Arandora Star durch das deutsche U-Boot U 47 ums Leben. Am Durchgang zur Hudtwalckertwiete (in der die Familie in der Hausnummer 4 wohnte) liegen vor der Nummer 28 drei Stolpersteine für Benjamin und Gidel Josephs und deren Tochter Hannah, die ebenso wie die Kahns aus Hausnummer 27 1941 nach Minsk deportiert worden sind.

Stolpersteine
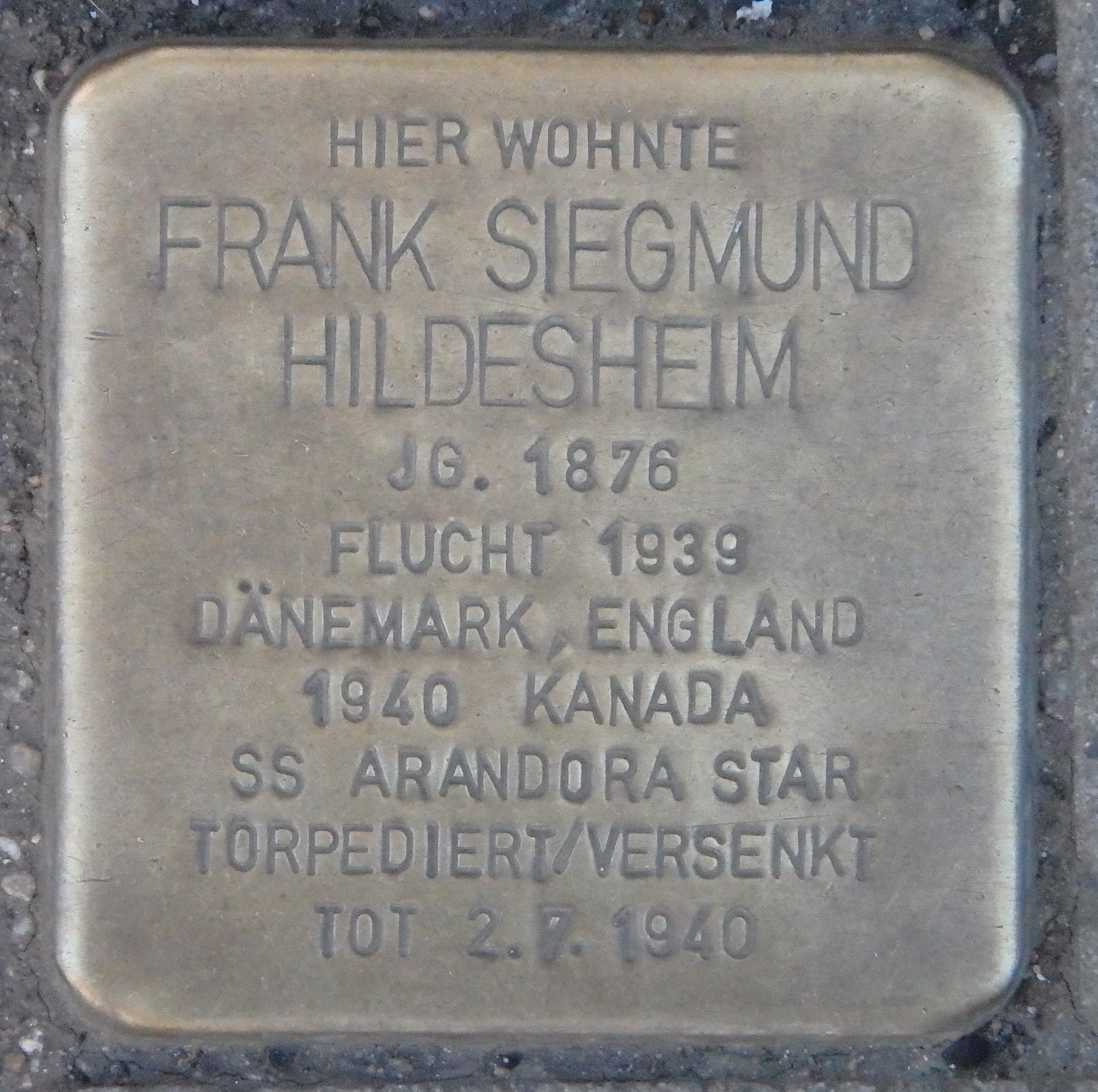
Frank Siegmund Hildesheim vor der Hudtwalckerstraße 20
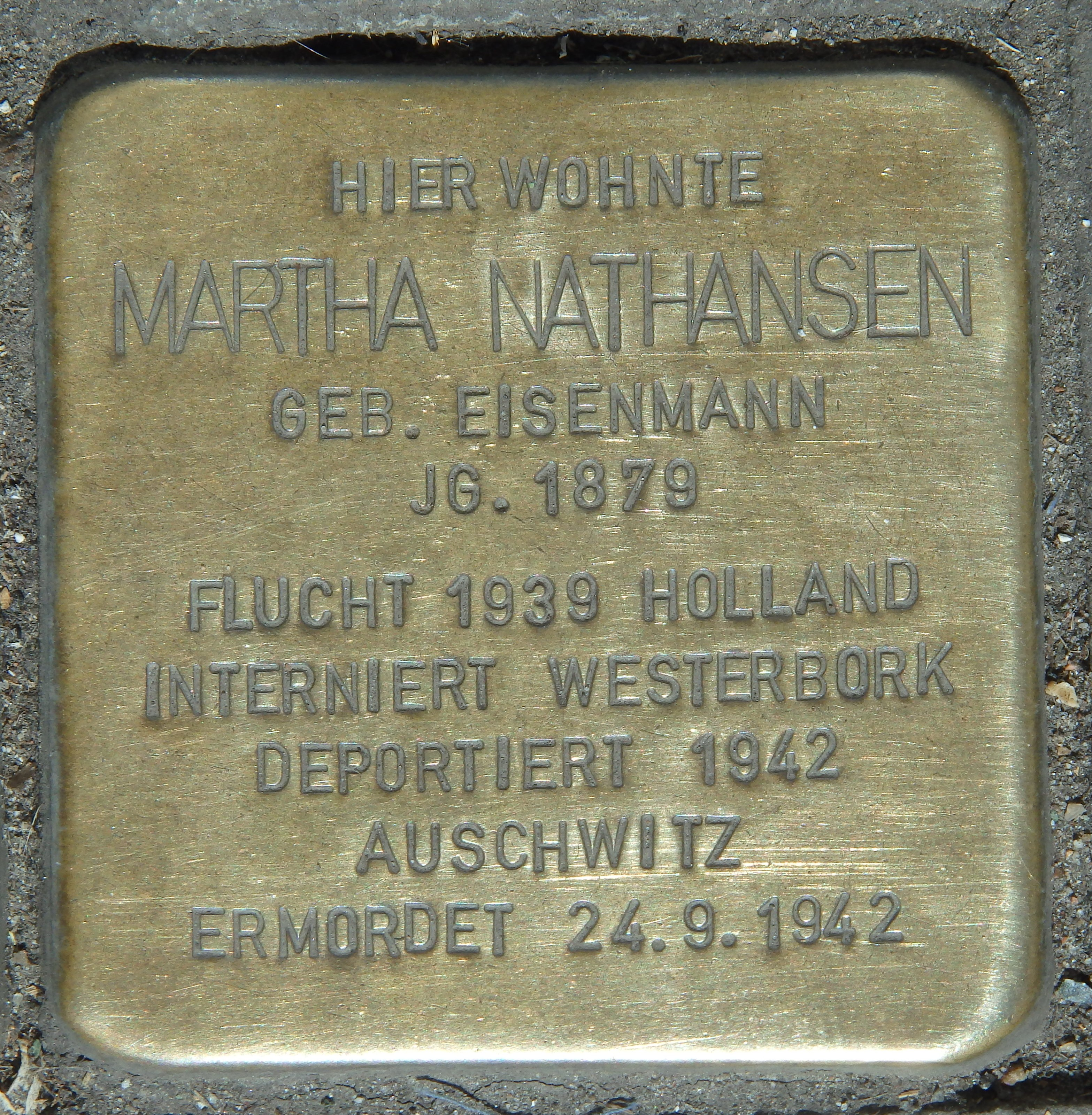
Martha Nathansen vor der Hudtwalckerstraße 23
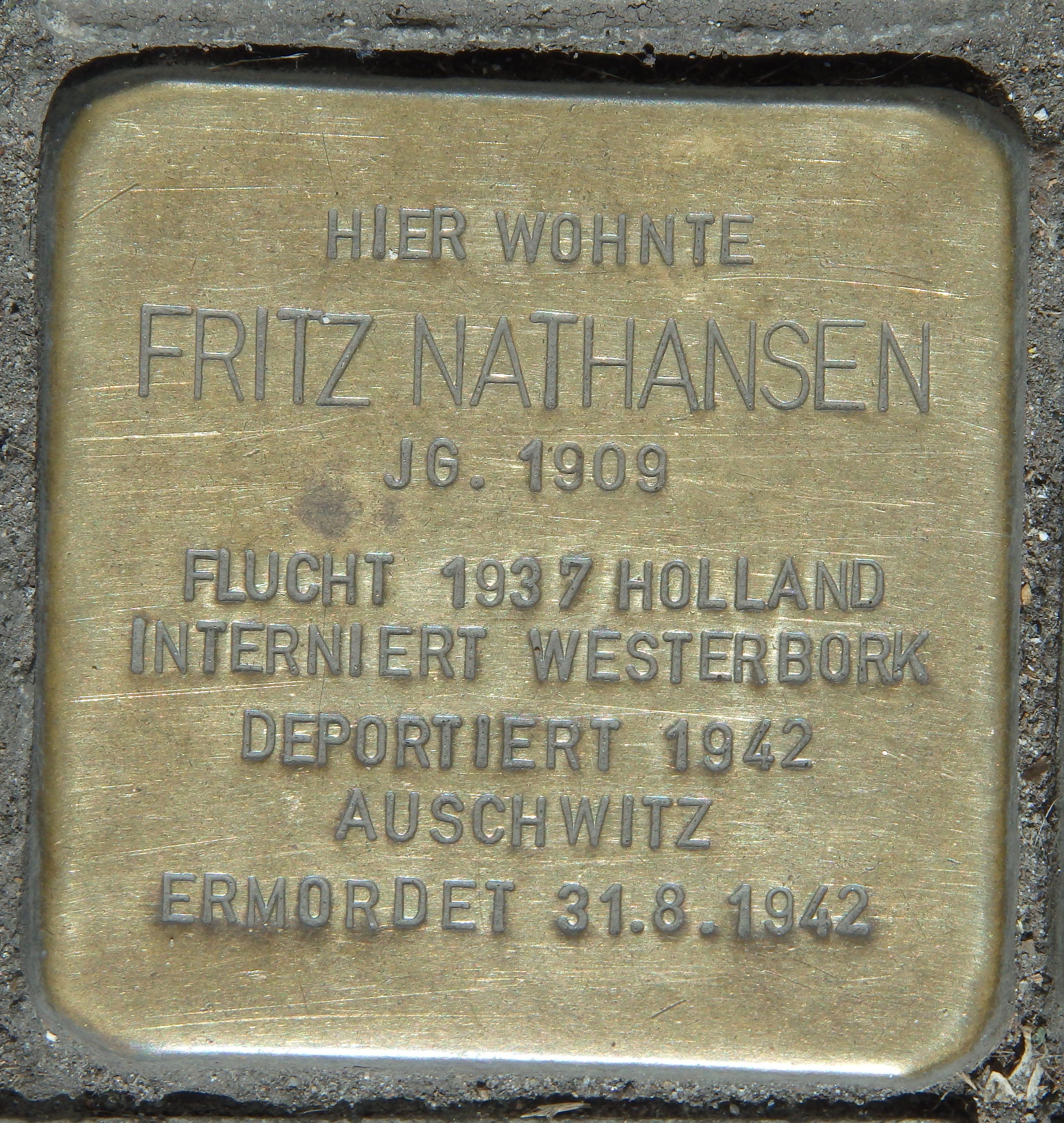
Fritz Nathansen vor der Hudtwalckerstraße 23
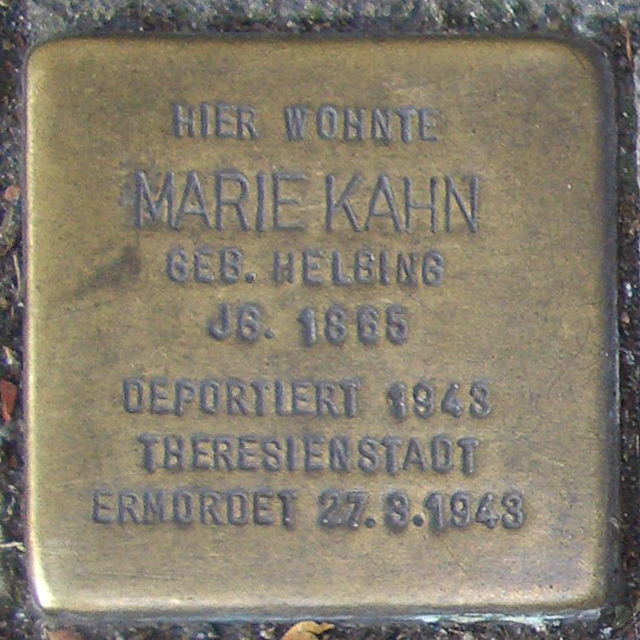
Marie Kahn vor der Hudtwalckerstraße 27
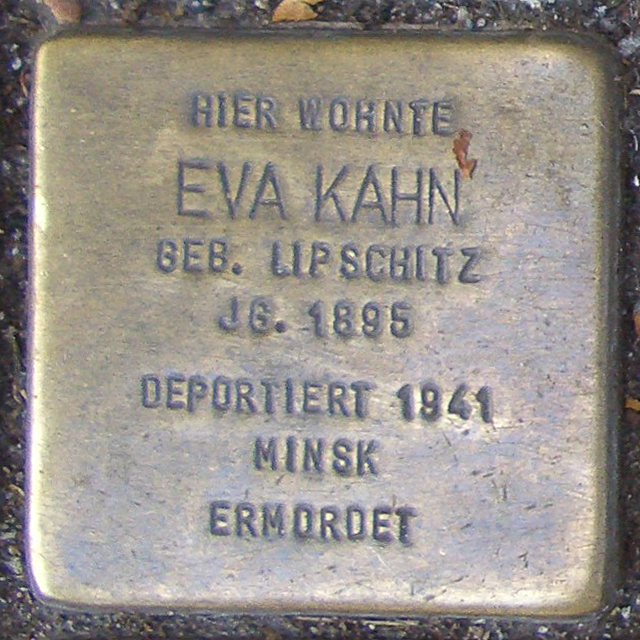
Eva Kahn vor der Hudtwalckerstraße 27
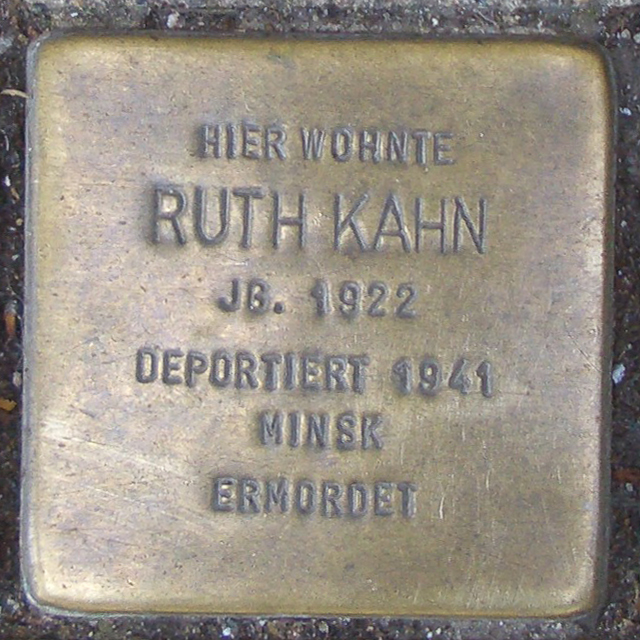
Ruth Kahn vor der Hudtwalckerstraße 27
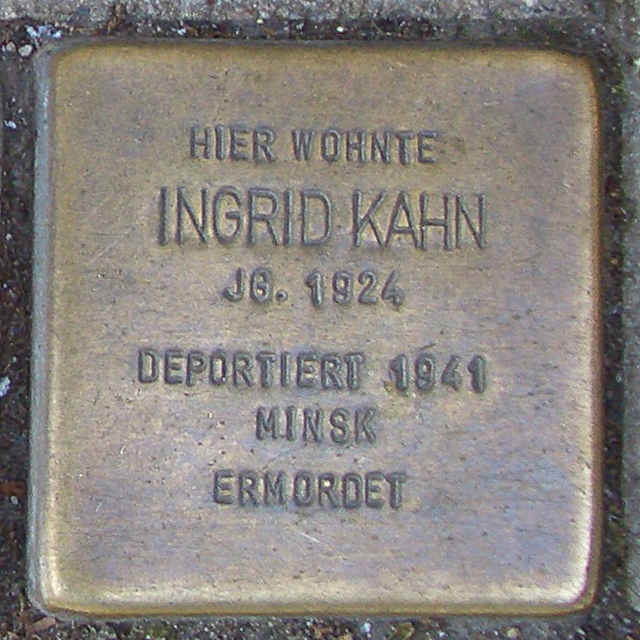
Ingrid Kahn vor der Hudtwalckerstraße 27
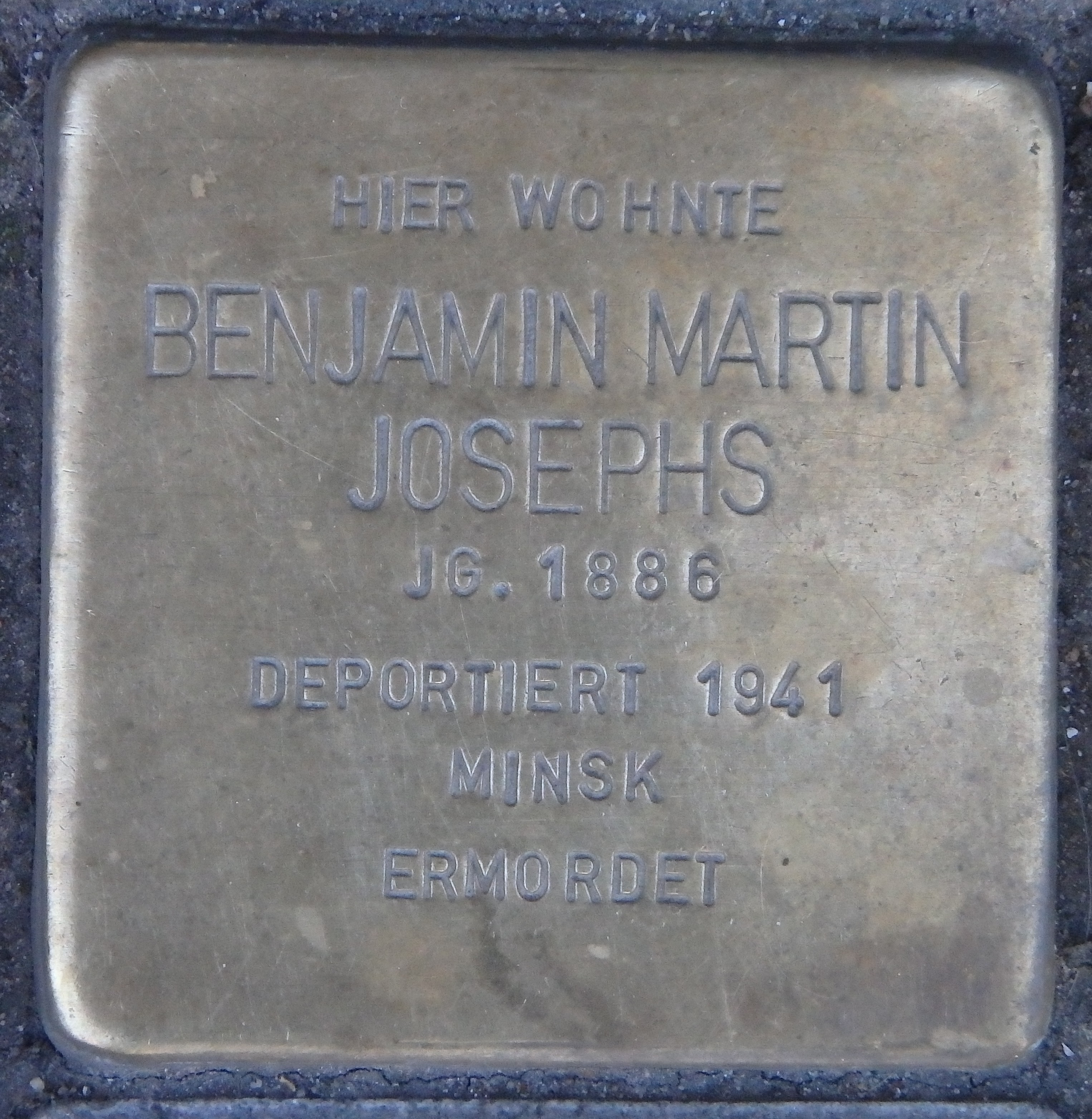
Benjamin Martin Josephs vor der Hudtwalckerstraße 28
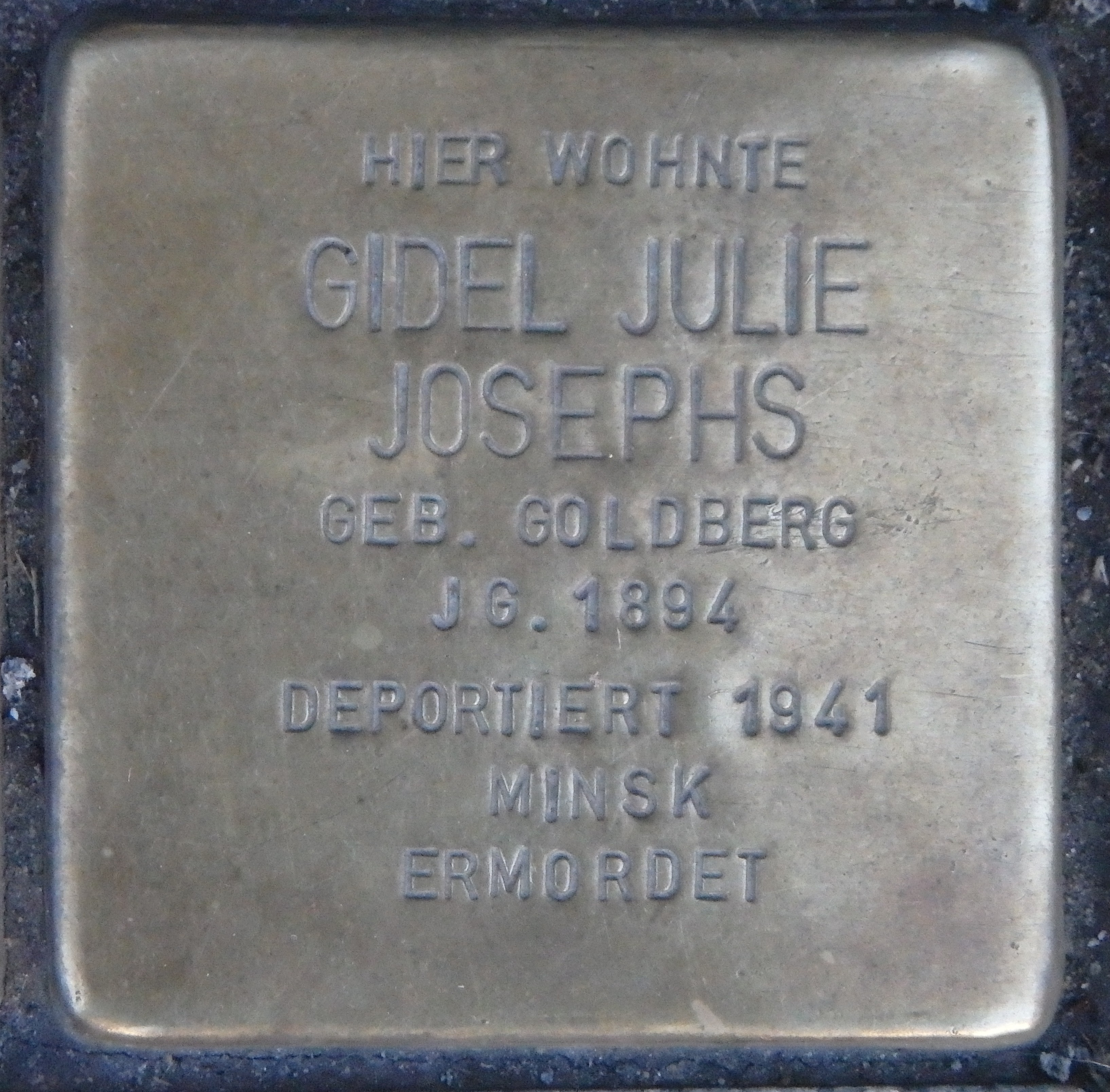
Gidel Julie Josephs vor der Hudtwalckerstraße 28
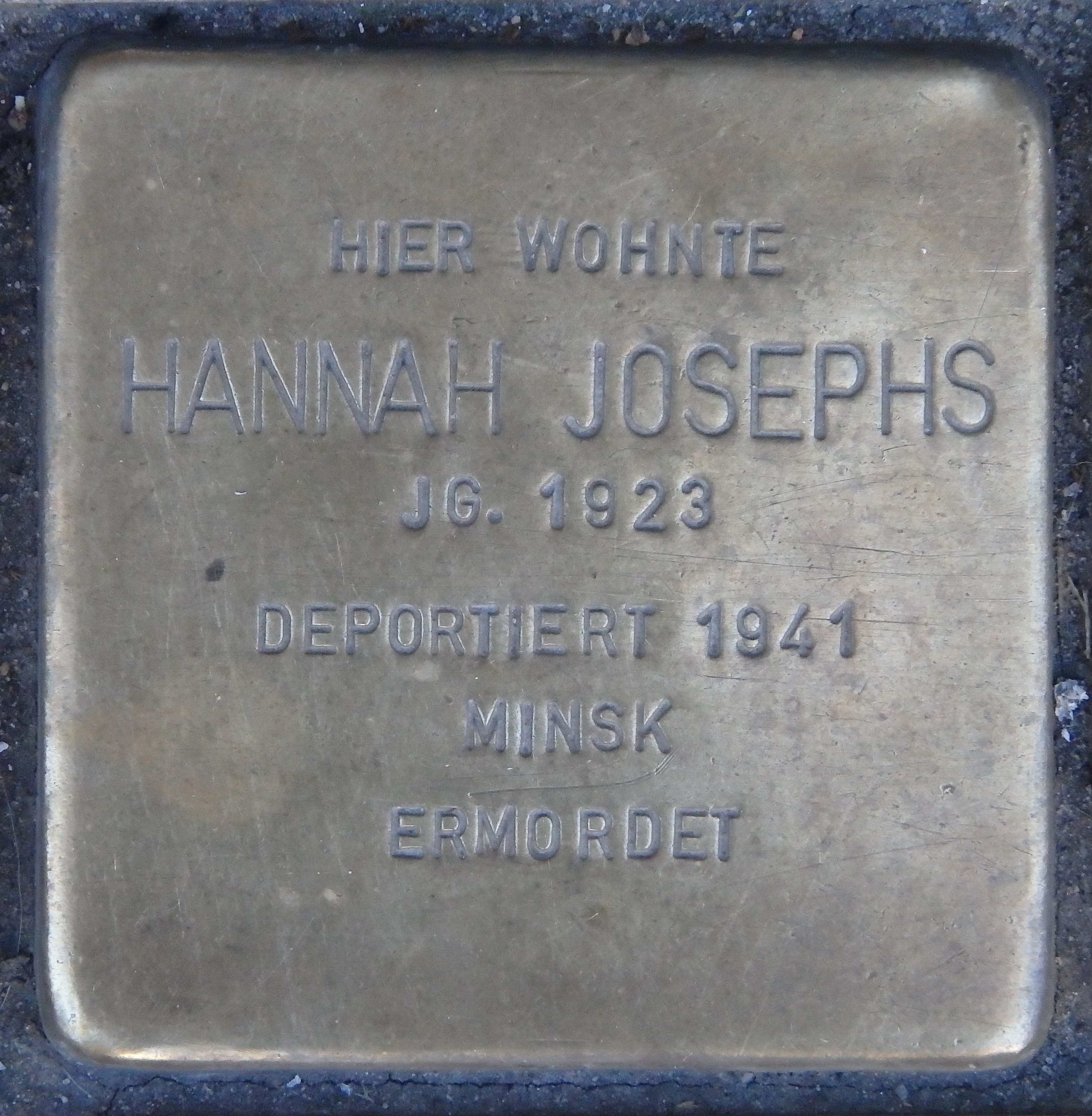
Hannah Josephs vor der Hudtwalckerstraße 28
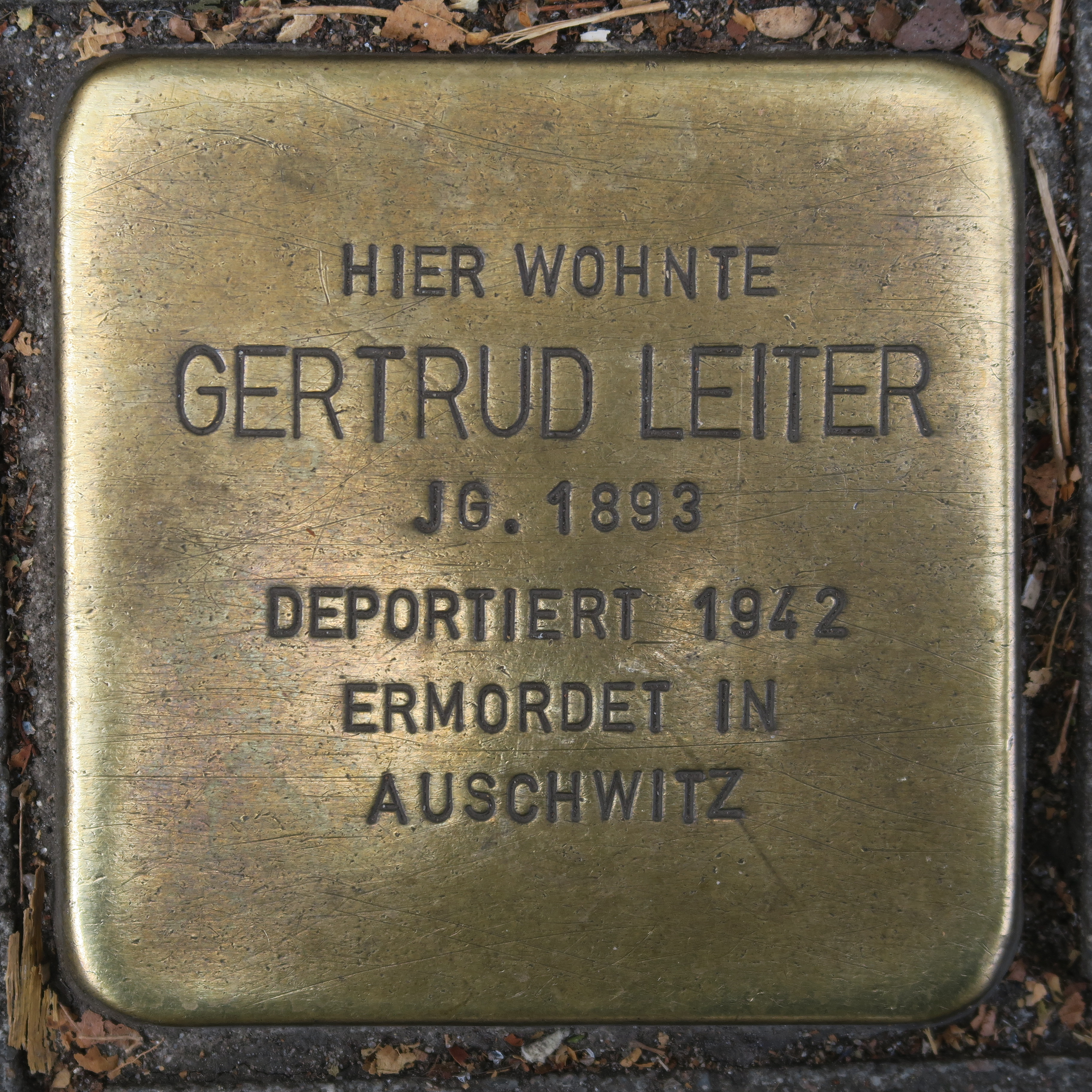
Gertrud Leiter vor der Hudtwalckerstraße 35